# Fabrizio Miccoli
Fabrizio Miccoli (Nardò, 27 giugno 1979) è un dirigente sportivo, allenatore di calcio ed ex calciatore italiano, di ruolo attaccante, proprietario della scuola calcio Fabrizio Miccoli.
Ha vestito le maglie di Casarano, Ternana, Perugia, Juventus, Fiorentina, Benfica, Palermo, Lecce e Birkirkara vincendo una Supercoppa italiana nel 2003 con la Juventus. Ha segnato più di 220 reti in carriera, 81 delle quali con il Palermo, squadra alla quale ha legato la maggior parte della sua carriera e di cui è il miglior marcatore di tutti i tempi, il miglior marcatore in Serie A (74 reti) ed il giocatore con più presenze (165) in massima serie. Con la maglia del Perugia è stato, invece, capocannoniere della Coppa Italia 2002-2003.
Dal 2003 al 2004 ha fatto parte della nazionale italiana, totalizzando 10 presenze e 2 reti.

## Biografia
Nato a Nardò, è cresciuto a San Donato di Lecce. È soprannominato Il Romário del Salento e il Pibe di Nardò.
Sposato dal 2002 con Flaviana Perrone, ha due figli, Swami (nata nel 2003) e Diego (nato nel 2008), chiamato così in onore di Diego Armando Maradona. Ha un fratello, Federico (nato nel 1984), anch'egli attaccante, che fu acquistato dal Perugia insieme a lui.
Il 24 settembre 2009 è stato insignito della cittadinanza onoraria del comune di Corleone, in provincia di Palermo, per meriti sportivi, riconoscimento revocato il 1º luglio 2013 in seguito alle polemiche suscitate dagli insulti proferiti dal giocatore nei confronti del magistrato Giovanni Falcone.
Dopo aver iniziato a gestire uno stabilimento balneare a Santa Maria di Leuca, a San Donato, il paese di cui è originario, nel 2010 ha aperto una scuola calcio per bambini, l'A.S.D. Fabrizio Miccoli. Attualmente, dopo aver scontato la pena, gestisce dei b&b insieme alla moglie Flaviana.
È stato uno dei testimonial di Nike. Dal settembre 2009 fa parte dell'azienda Pikà insieme all'ex compagno di squadra Giovanni Tedesco. Il 30 novembre 2011 ha stretto un accordo con l'azienda automobilistica francese Citroën: al decimo gol segnato nella stagione 2011-2012 sarebbe diventato designer per la realizzazione di un modello di Citroën DS3 Just Black, da devolvere in beneficenza.
È appassionato di wrestling, in particolare dei lottatori della WWE Rey Mysterio e John Cena (di Cena, in particolare, imitava l'esultanza), e di poker Texas hold 'em.
Nel gennaio 2010 ha acquistato all'asta per 25 000 euro un orecchino sequestrato a Maradona. In seguito Miccoli ha dichiarato di volerlo restituire al suo proprietario originale, a patto che la consegna avvenisse di persona. Il 26 febbraio 2013 Maradona, in visita a Napoli, in conferenza stampa ha ringraziato Miccoli per aver acquistato il suo orecchino pignorato con l'intento di restituirglielo.
Sulla gamba sinistra ha un tatuaggio di Che Guevara. A tale riguardo ha dichiarato: «Lo avevo visto su Maradona, ma non sapevo chi fosse Che Guevara».

### Procedimenti giudiziari
Il 22 giugno 2013 riceve un avviso di garanzia dalla procura di Palermo per tentata estorsione, concorso in tentata estorsione ed accesso abusivo a sistema informatico (per l'uso di schede telefoniche cellulari intestate a persone ignare); nello stesso contesto le intercettazioni telefoniche rivelano insulti rivolti dal giocatore al giudice Giovanni Falcone, qualificato come «fango», durante conversazioni con Mauro Lauricella, il figlio del boss del quartiere Kalsa di Palermo. La FIGC apre un'inchiesta sul caso. Il 27 giugno seguente Miccoli tiene una conferenza stampa in cui in lacrime chiede scusa «alla città di Palermo» per il proprio comportamento; il giorno successivo affida al quotidiano la Repubblica una lettera idealmente indirizzata a Falcone stesso, scritta di propria mano. In conseguenza di tali fatti, il 1º luglio il comune di Corleone gli revoca la cittadinanza onoraria. Successivamente, durante la stagione 2013-2014, la Procura Federale della FIGC chiede per lui una giornata di squalifica e un'ammenda di 50 000 euro, quindi il 27 febbraio 2014 viene prosciolto dalla Commissione disciplinare della Federcalcio.
Il 20 aprile 2015 viene indagato con l'accusa di estorsione aggravata perché avrebbe contattato sempre Mauro Lauricella per recuperare un credito di 12 000 euro che l'ex giocatore del Palermo aveva nei confronti di un imprenditore dopo avergli ceduto la proprietà della discoteca "il Paparazzi" di Isola delle Femmine (PA), di cui era socio Andrea Barzagli, anch'esso ex giocatore del Palermo. Nell'ottobre 2017 viene condannato dal tribunale di Palermo a 3 anni e 6 mesi di reclusione, con rito abbreviato, per estorsione aggravata dal metodo mafioso, condanna confermata in appello a gennaio 2020.
Il 23 novembre 2021 diventa definitiva la condanna a tre anni e sei mesi di reclusione dopo che la seconda sezione penale della Corte di Cassazione ha rigettato il ricorso e ha confermato la sentenza decisa nel gennaio 2020 dalla Corte di Appello di Palermo per estorsione aggravata dal metodo mafioso. Il giorno successivo si costituisce presso il Carcere di Rovigo. Il 5 dicembre 2021, dodici giorni dopo la condanna del giocatore, in occasione della partita di calcio di Serie C Palermo-Monopoli, i tifosi palermitani hanno intonato cori in favore di Miccoli, al quale è stato dedicato anche uno striscione: "Sempre con te, nativi di Palermo col sangue rosanero". Non risulta alcun comunicato ufficiale con cui la società calcistica del Palermo abbia preso le distanze da tale comportamento, che ha avuto risalto su quotidiani a diffusione regionale. Il 13 maggio 2022 il tribunale di sorveglianza di Venezia, accogliendo il ricorso del suo legale, gli concede la misura alternativa dell'affidamento in prova: da allora Miccoli ha potuto tornare ad occuparsi della sua scuola calcio, ma deve rientrare a casa prima di mezzanotte e non deve frequentare pregiudicati.

## Caratteristiche tecniche
Trequartista o attaccante spiccatamente tecnico, rapido e scattante, dal tiro molto potente ed eccellente nel dribbling, giocava prevalentemente come seconda punta, posizione dalla quale forniva anche svariati assist. Le sue doti risaltavano soprattutto durante i contropiede, in quanto era molto abile con la palla al piede preferendo allargarsi e partire dall'esterno del campo. Molto freddo sotto porta, era un valido tiratore di rigori e punizioni; nei calci di punizione ricorreva spesso alla tecnica della palla a giro sopra la barriera, mentre come rigorista era molto abile nel gesto tecnico del cucchiaio, simile a quello di Francesco Totti, ed era solito interrompere la rincorsa e inscenare delle finte fino a quando non arrivava alla distanza utile per calciare e segnare.

## Carriera

### Giocatore

#### Club

##### Gli inizi
Si dimostrò portato per il calcio fin da bambino, tanto che nelle giovanili giocava con ragazzi più grandi: i dirigenti del San Donato, la sua prima squadra, falsificavano i suoi documenti incollando la sua foto in tesserini di altri ragazzini che rientravano nella categoria giusta, ad esempio un certo Gianluca Luceri, facendolo risultare più vecchio del reale.
Nel 1992, a quattordici anni, entrò nel settore giovanile del Milan, che lo acquistò per dieci milioni di lire, restandovi per due anni. In maglia rossonera si distinse: vinse il campionato nella categoria Giovanissimi segnando 28 gol in una stagione e facendo anche il raccattapalle a San Siro. Nostalgico di casa, decise quindi di tornare, ma nelle giovanili del Lecce, squadra per la quale ha sempre tifato, i dirigenti non poterono garantirgli un posto da titolare. Passò così, a soli diciassette anni, al Casarano del direttore sportivo Pantaleo Corvino, con cui dapprima vinse uno scudetto con la categoria Berretti, quindi esordì in Serie C1 a 16 anni diventando titolare fin dal suo primo anno, nel quale mise a segno 8 reti. Ripeté anche la stagione successiva i risultati del suo esordio nel calcio professionistico, tanto che nel 1998 fu acquistato dalla Ternana, in Serie B. In quattro stagioni con la Ternana, tutte in serie cadetta, Miccoli realizzò 32 gol, di cui 15 solo nell'ultima stagione: tale cifra è rimasta un record personale per il giocatore fino alla stagione 2009-2010, quando con la maglia del Palermo batte tale risultato; realizza la prima tripletta in carriera nella gara in trasferta contro il Pescara (1-3) nel campionato 2000-2001.

##### Perugia, Juventus e Fiorentina

Miccoli al Perugia nel campionato 2002-2003

Nell'estate 2002 viene acquistato dalla Juventus, che lo gira in prestito al Perugia del presidente Luciano Gaucci, con il quale non ebbe un buon rapporto. Coi Grifoni debuttò in Serie A conquistando un nono posto, segnando 9 reti in campionato e 5 in Coppa Italia; queste ultime, che contribuirono a portare i biancorossi allo storico traguardo delle semifinali, gli valsero il titolo di capocannoniere dell'edizione 2002-2003. L'allenatore che lo ha guidato in quella stagione, in cui si è dimostrato rivelazione, era Serse Cosmi, che Miccoli ha ritenuto un mentore, definendolo il miglior allenatore che abbia mai avuto. Il 21 dicembre 2009 proprio Cosmi guidò la squadra formata da Miccoli per un'amichevole di beneficenza per la raccolta fondi da destinare agli alluvionati di Messina di quasi tre mesi prima.
Tornato alla Juventus, giocò un ottimo campionato, nel quale, pur avendo un ruolo diverso, si dimostrò un'ottima alternativa alle punte titolari Alessandro Del Piero e David Trezeguet. Vinse la Supercoppa Italiana e realizzò 8 reti nel campionato 2003-2004 più una rete in Champions League contro l'Olympiacos.
Mai particolarmente benvoluto dalla dirigenza bianconera (allora guidata dalla triade Moggi-Giraudo-Bettega), con la quale ebbe diversi screzi, dopo l'acquisto di Zlatan Ibrahimović da parte dei bianconeri, che gli chiuse praticamente lo spazio in squadra, nel 2004-2005 fu ceduto a titolo definitivo alla neopromossa Fiorentina per € 14 milioni, e contemporaneamente fu stipulato un accordo di partecipazione per 7 milioni di euro. Solo successivamente dichiarò che la sua annata in bianconero fu «una tragedia».

Miccoli alla Juventus nella stagione 2003-2004

Con la maglia viola disputò un'ottima stagione mettendo a segno 12 reti in 35 partite di campionato, risultando il capocannoniere della sua squadra e contribuendo alla salvezza, ottenuta all'ultima giornata con la vittoria per 3-0 sul Brescia, contro cui Miccoli sblocca la partita su calcio di rigore. Alcuni mesi prima un suo errore dal dischetto alla lotteria dei rigori sancì l'eliminazione della squadra dai quarti di finale di Coppa Italia contro la Roma.
A fine annata viene riscattato alle buste dalla Juventus per 2 milioni di euro contro 1,5 milioni offerti dalla Fiorentina.

##### Il rilancio al Benfica
Nella stagione 2005-2006 ebbe la sua prima esperienza all'estero, passando in prestito oneroso (900 000 euro) al Benfica, nel campionato portoghese. Con la squadra di Lisbona si mise in luce anche in UEFA Champions League, segnando due gol.
Nell'estate del 2006 il prestito al Benfica fu rinnovato per un'ulteriore stagione a fronte di un esborso di ulteriori 250 000 euro, nella quale Miccoli scese in campo 22 volte segnando 10 reti in campionato, disputando un campionato di alto livello e diventando uno dei giocatori preferiti della tifoseria del club lusitano, che lo salutò calorosamente nell'ultima partita di campionato contro l'Académica. Nella stagione totalizzò 5 presenze e 2 reti in UEFA Champions League e 6 presenze e una rete in Coppa UEFA.
L'esperienza lusitana di Miccoli è stata segnata da infortuni a catena, che gli hanno fatto prendere seriamente in considerazione l'idea di smettere di giocare, poi abbandonata grazie al supporto morale della moglie.

##### Palermo

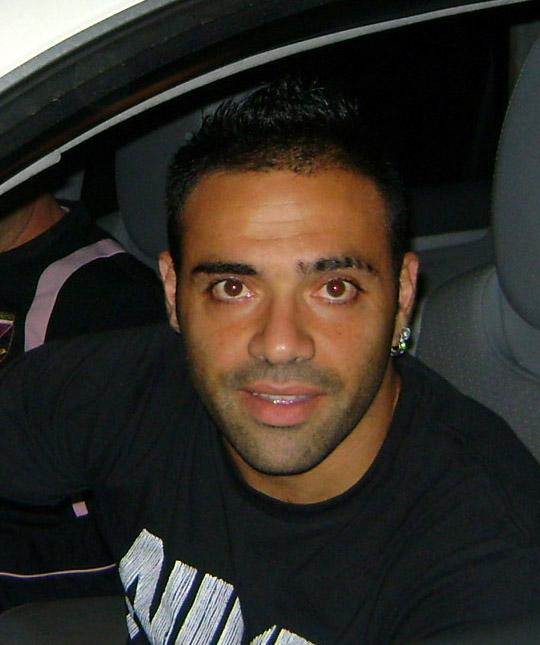
Miccoli durante la militanza nel Palermo

Il 1º luglio 2007, dopo la fine del prestito al Benfica e il conseguente rientro alla Juventus, fu ufficializzato il suo acquisto a titolo definitivo dal Palermo, che se lo aggiudicò per 4,3 milioni di euro pagabili in tre anni.
Esordì ufficialmente in Serie A con la maglia rosanero il 26 agosto, in occasione della sconfitta casalinga per 0-2 contro la Roma e valida per la prima giornata di campionato, mentre i suoi primi gol arrivarono sette giorni più tardi, quando firmò una doppietta contribuendo alla vittoria esterna sul campo del Livorno (4-2). Malgrado le buone prestazioni, si ritrova nuovamente con una stagione costellata da infortuni, che non gli garantiscono una buona continuità di forma, chiudendo il campionato con 22 presenze ed 8 reti. Nella stagione 2008-2009 indossa anche la fascia di capitano nella partita giocata al Via del mare contro il Lecce. Il 15 agosto 2009 sigla due reti alla SPAL nel terzo turno di Coppa Italia. Nel novembre seguente, è ufficialmente designato capitano del Palermo.
Il 27 marzo 2010, nella vittoria casalinga per 3-1 contro il Bologna, realizza la sua prima tripletta in A, che è anche la prima in maglia rosanero e la seconda in carriera. Segna due reti l'11 aprile seguente in Palermo-Chievo (3-1). Termina l'annata con 22 reti complessive (3 in Coppa Italia) in 38 presenze. Nella stagione 2010-2011 debutta in Europa con la maglia del Palermo nella seconda giornata della fase a gironi di Europa League contro gli svizzeri del Losanna disputata il 30 settembre (sfida vinta 1-0). La stagione, che non lo ha visto in perfette condizioni fisiche e mentali, si chiude con 28 presenze e 10 gol fra campionato, Coppa Italia (persa in finale contro l'Inter per 3-1) ed Europa League; molte delle sue reti sono state decisive per le vittorie della sua squadra.
Il 28 luglio 2011, in occasione della sfida di andata del terzo turno preliminare di Europa League al Barbera contro gli svizzeri del Thun, realizza su calcio di punizione il suo primo gol internazionale col Palermo che vale il pareggio per 2-2 al 92'. Il 1º febbraio 2012, in Inter-Palermo (4-4), realizza la sua seconda tripletta in rosanero. Il 6 maggio, alla penultima giornata, manda a segno tre gol al Chievo. Chiude la stagione con 30 presenze (28 in campionato e 2 in Europa League) e 17 gol (16 in campionato ed uno in coppa) che lo rendono il miglior marcatore della stagione del Palermo. Realizza anche 12 assist in campionato, risultando secondo in questa graduatoria. Il 18 agosto apre la stagione 2012-2013 con la doppietta nel 3-1 contro la Cremonese in Coppa Italia. In questa annata fa tre reti al Chievo (4-1). Chiude la stagione con 29 presenze in campionato e una in Coppa Italia, mentre le reti sono rispettivamente 8 e 2, l'ultima delle quali all'ultima giornata contro il Parma su punizione: sua è la rete dei rosanero sconfitti per 3-1. Del Palermo è il giocatore con più assist vincenti, nove.
In scadenza di contratto, lascia il Palermo dopo sei stagioni con 179 partite e 81 gol.
È ritenuto, dalla stampa specializzata, il miglior giocatore della storia del Palermo.

##### Lecce
Svincolatosi dal Palermo, il 15 luglio raggiunge un accordo con il Lecce, squadra dei suoi luoghi d'origine e per la quale ha sempre tifato, militante in Lega Pro Prima Divisione; il contratto, di durata annuale, viene formalizzato il 17 luglio. Della squadra diventa subito il capitano, per decisione del tecnico Francesco Moriero, che lo reputa «leader» della squadra.
Esordisce in maglia giallorossa il 4 agosto 2013, in Lecce-Santhià (3-0), partita valevole per il primo turno di Coppa Italia, fornendo ad Edoardo Tundo l'assist per la prima rete. Segna il primo gol in giallorosso alla prima giornata di campionato, aprendo le marcature nella gara del 1º settembre persa per 2-1 sul campo della Salernitana. Nell'incontro della quarta giornata, in casa contro il Catanzaro, esce dal campo per infortunio, avendo rimediato uno stiramento all'adduttore. Il 16 marzo 2014 segna una tripletta contro il Pontedera, nella partita vinta per 3-0. La stagione si conclude con la sconfitta del Lecce nella finale dei play-off contro il Frosinone che vale la promozione in Serie B; Miccoli colleziona 24 presenze nella stagione regolare e 3 nei play-off, con 14 reti complessive, a cui si aggiungono le 4 presenze fra Coppa Italia e Coppa Italia Lega Pro.
Rimasto svincolato il 30 giugno 2014, l'8 luglio seguente sottoscrive un nuovo contratto con il Lecce per una stagione.
In questa annata, chiusa da Lecce al sesto posto, segna in tutto 5 gol in 19 partite.
Complessivamente con la maglia del Lecce ha collezionato 50 presenze e 19 gol.

##### Birkirkara

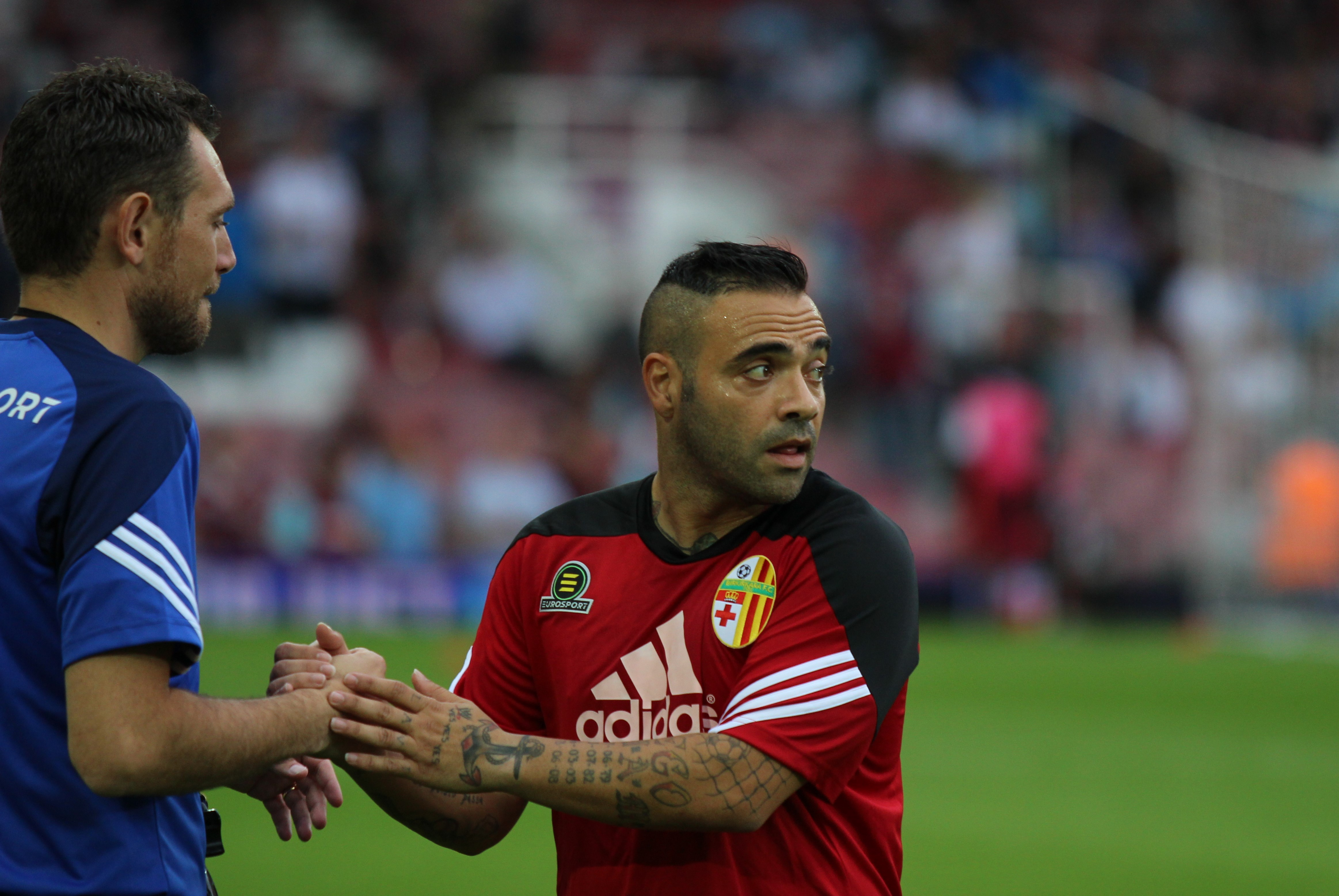
Miccoli al Birkirkara nel 2015, durante una gara contro il

Dopo essere stato vicino agli ungheresi dell'Honvéd di Budapest, il 24 giugno 2015 firma un contratto annuale con il club maltese del Birkirkara. Segna il primo gol con la maglia del Birkirkara il 9 luglio 2015, nel match valevole per il primo turno di qualificazione per l'Europa League 2015-2016 contro la squadra armena dell'Ulisses. Segna nuovamente il 23 luglio, nel ritorno del secondo turno contro la squadra londinese del West Ham Utd (vincitrice all'andata per 1-0); la squadra maltese viene sconfitta ed eliminata dal torneo ai tiri di rigore.
Termina la propria esperienza nel campionato maltese 2015-2016 con 11 presenze e 6 gol, che si sommano a 4 presenze e 2 gol nei turni preliminari di Europa League. Il 16 dicembre 2015, all'età di 36 anni, si ritira ufficialmente dall'attività agonistica.
In carriera conta complessivamente 615 presenze e 220 gol nei club e 10 presenze e 2 gol in nazionale maggiore.

#### Nazionale
Nel 1996 esordì con l'Under-18, con cui collezionò 10 presenze in oltre un anno.
Fece il proprio debutto in nazionale maggiore il 12 febbraio 2003, convocato dal CT Giovanni Trapattoni, nell'amichevole vinta per 1-0 allo stadio Luigi Ferraris di Genova contro il Portogallo. Il 31 marzo 2004, sempre contro i lusitani, segnò la sua prima rete (direttamente da calcio d'angolo). Il 17 novembre successivo marcò il gol decisivo nell'amichevole contro la Finlandia (1-0) allo stadio San Filippo di Messina: questa fu anche l'ultima presenza in azzurro.
Nel 2010, pur reduce da una positiva stagione con la maglia del Palermo, non fu scelto dal CT Marcello Lippi per il mondiale sudafricano. L'attaccante, che non avrebbe comunque potuto rispondere all'eventuale chiamata per un infortunio al ginocchio destro subito nel finale di stagione, espresse più volte la propria delusione per non essere stato convocato.

### Allenatore e dirigente
Il 29 dicembre 2020 viene ingaggiato dalla Dinamo Tirana nelle vesti di vice del neo-allenatore Francesco Moriero. Il 1º marzo 2021 Moriero annuncia le proprie dimissioni, congiuntamente a quelle di Miccoli, lasciando la squadra al primo posto della classifica della Kategoria e Parë.
Il 22 luglio dello stesso anno entra nei quadri dirigenziali del settore giovanile della Triestina: si occuperà in particolare della Primavera e fungerà da trait d'union con la prima squadra allenata da Cristian Bucchi. Il 30 luglio si dimette a causa di alcuni commenti che rievocavano le sue vicende giudiziarie.
Dopo aver lasciato il carcere, nel settembre del 2022 inizia ad allenare tutte le categorie della sua scuola calcio di San Donato di Lecce.

## Statistiche
Tra club, nazionale maggiore e nazionali giovanili, Miccoli ha giocato globalmente 635 partite, segnando 227 reti, alla media di 0,35 gol a partita

### Presenze e reti nei club
| Stagione        | Squadra         | Campionato      | Campionato | Campionato | Coppe nazionali | Coppe nazionali | Coppe nazionali | Coppe continentali | Coppe continentali | Coppe continentali | Altre coppe | Altre coppe | Altre coppe | Totale | Totale |
| Stagione        | Squadra         | Comp            | Pres       | Reti       | Comp            | Pres            | Reti            | Comp               | Pres               | Reti               | Comp        | Pres        | Reti        | Pres   | Reti   |
| --------------- | --------------- | --------------- | ---------- | ---------- | --------------- | --------------- | --------------- | ------------------ | ------------------ | ------------------ | ----------- | ----------- | ----------- | ------ | ------ |
| 1996-1997       | Casarano        | C1              | 27         | 8          | CI-C            | 2               | 0               | -                  | -                  | -                  | -           | -           | -           | 29     | 8      |
| 1997-1998       | Casarano        | C1              | 30         | 11         | CI-C            | 0               | 0               | -                  | -                  | -                  | -           | -           | -           | 30     | 11     |
| Totale Casarano | Totale Casarano | Totale Casarano | 57         | 19         |                 | 2               | 0               |                    | -                  | -                  |             | -           | -           | 59     | 19     |
| 1998-1999       | Ternana         | B               | 30         | 1          | CI              | 2               | 0               | -                  | -                  | -                  | -           | -           | -           | 32     | 1      |
| 1999-2000       | Ternana         | B               | 33         | 9          | CI              | 7               | 0               | -                  | -                  | -                  | -           | -           | -           | 40     | 9      |
| 2000-2001       | Ternana         | B               | 23         | 7          | CI              | 2               | 0               | -                  | -                  | -                  | -           | -           | -           | 25     | 7      |
| 2001-2002       | Ternana         | B               | 34         | 15         | CI              | 4               | 3               | -                  | -                  | -                  | -           | -           | -           | 38     | 18     |
| Totale Ternana  | Totale Ternana  | Totale Ternana  | 120        | 32         |                 | 15              | 3               |                    | -                  | -                  |             | -           | -           | 135    | 35     |
| 2002-2003       | Perugia         | A               | 34         | 9          | CI              | 6               | 5               | Int                | 2                  | 2                  | -           | -           | -           | 42     | 16     |
| 2003-2004       | Juventus        | A               | 25         | 8          | CI              | 6               | 1               | UCL                | 6                  | 1                  | SI          | 1           | 0           | 38     | 10     |
| ago. 2004       | Juventus        | A               | 0          | 0          | CI              | 0               | 0               | UCL                | 1                  | 0                  | -           | -           | -           | 1      | 0      |
| Totale Juventus | Totale Juventus | Totale Juventus | 25         | 8          |                 | 6               | 1               |                    | 7                  | 1                  |             | 1           | 0           | 39     | 10     |
| ago. 2004-2005  | Fiorentina      | A               | 35         | 12         | CI              | 4               | 0               | -                  | -                  | -                  | -           | -           | -           | 39     | 12     |
| 2005-2006       | Benfica         | PL              | 17         | 4          | CP              | 0               | 0               | UCL                | 6                  | 2                  | SP          | 0           | 0           | 23     | 6      |
| 2006-2007       | Benfica         | PL              | 22         | 10         | CP              | 0               | 0               | UCL+CU             | 5+6                | 2+1                |             | -           | -           | 33     | 13     |
| Totale Benfica  | Totale Benfica  | Totale Benfica  | 39         | 14         |                 | 0               | 0               |                    | 17                 | 5                  |             | -           | -           | 56     | 19     |
| 2007-2008       | Palermo         | A               | 22         | 8          | CI              | 0               | 0               | CU                 | 0                  | 0                  | -           | -           | -           | 22     | 8      |
| 2008-2009       | Palermo         | A               | 30         | 14         | CI              | 1               | 0               | -                  | -                  | -                  | -           | -           | -           | 31     | 14     |
| 2009-2010       | Palermo         | A               | 35         | 19         | CI              | 3               | 3               | -                  | -                  | -                  | -           | -           | -           | 38     | 22     |
| 2010-2011       | Palermo         | A               | 21         | 9          | CI              | 4               | 1               | UEL                | 3                  | 0                  | -           | -           | -           | 28     | 10     |
| 2011-2012       | Palermo         | A               | 28         | 16         | CI              | 0               | 0               | UEL                | 2                  | 1                  | -           | -           | -           | 30     | 17     |
| 2012-2013       | Palermo         | A               | 29         | 8          | CI              | 1               | 2               | -                  | -                  | -                  | -           | -           | -           | 30     | 10     |
| Totale Palermo  | Totale Palermo  | Totale Palermo  | 165        | 74         |                 | 9               | 6               |                    | 5                  | 1                  |             | -           | -           | 179    | 81     |
| 2013-2014       | Lecce           | 1D              | 24+3       | 13+1       | CI+CI-LP        | 3+1             | 0               | -                  | -                  | -                  | -           | -           | -           | 31     | 14     |
| 2014-2015       | Lecce           | LP              | 17         | 3          | CI+CI-LP        | 1+1             | 2+0             | -                  | -                  | -                  | -           | -           | -           | 19     | 5      |
| Totale Lecce    | Totale Lecce    | Totale Lecce    | 41+3       | 16+1       |                 | 6               | 2               |                    | -                  | -                  |             | -           | -           | 50     | 19     |
| 2015-2016       | Birkirkara      | PL              | 11         | 6          | CM              | 0               | 0               | UEL                | 4                  | 2                  | SM          | 1           | 1           | 16     | 9      |
| Totale carriera | Totale carriera | Totale carriera | 530        | 191        |                 | 48              | 17              |                    | 35                 | 11                 |             | 2           | 1           | 615    | 220    |

### Cronologia presenze e reti in nazionale
| Cronologia completa delle presenze e delle reti in nazionale ― Italia | Cronologia completa delle presenze e delle reti in nazionale ― Italia | Cronologia completa delle presenze e delle reti in nazionale ― Italia | Cronologia completa delle presenze e delle reti in nazionale ― Italia | Cronologia completa delle presenze e delle reti in nazionale ― Italia | Cronologia completa delle presenze e delle reti in nazionale ― Italia | Cronologia completa delle presenze e delle reti in nazionale ― Italia | Cronologia completa delle presenze e delle reti in nazionale ― Italia |
| Data                                                                  | Città                                                                 | In casa                                                               | Risultato                                                             | Ospiti                                                                | Competizione                                                          | Reti                                                                  | Note                                                                  |
| --------------------------------------------------------------------- | --------------------------------------------------------------------- | --------------------------------------------------------------------- | --------------------------------------------------------------------- | --------------------------------------------------------------------- | --------------------------------------------------------------------- | --------------------------------------------------------------------- | --------------------------------------------------------------------- |
| 12-2-2003                                                             | Genova                                                                | Italia                                                                | 1 – 0                                                                 | Portogallo                                                            | Amichevole                                                            | -                                                                     |                                                                       |
| 29-3-2003                                                             | Palermo                                                               | Italia                                                                | 2 – 0                                                                 | Finlandia                                                             | Qual. Euro 2004                                                       | -                                                                     | 87’                                                                   |
| 30-4-2003                                                             | Ginevra                                                               | Svizzera                                                              | 1 – 2                                                                 | Italia                                                                | Amichevole                                                            | -                                                                     | 63’                                                                   |
| 3-6-2003                                                              | Campobasso                                                            | Italia                                                                | 2 – 0                                                                 | Irlanda del Nord                                                      | Amichevole                                                            | -                                                                     | 57’                                                                   |
| 12-11-2003                                                            | Varsavia                                                              | Polonia                                                               | 3 – 1                                                                 | Italia                                                                | Amichevole                                                            | -                                                                     | 62’                                                                   |
| 31-3-2004                                                             | Braga                                                                 | Portogallo                                                            | 1 – 2                                                                 | Italia                                                                | Amichevole                                                            | 1                                                                     | 46’                                                                   |
| 28-4-2004                                                             | Genova                                                                | Italia                                                                | 1 – 1                                                                 | Spagna                                                                | Amichevole                                                            | -                                                                     | 87’                                                                   |
| 18-8-2004                                                             | Reykjavík                                                             | Islanda                                                               | 2 – 0                                                                 | Italia                                                                | Amichevole                                                            | -                                                                     | 46’                                                                   |
| 4-9-2004                                                              | Palermo                                                               | Italia                                                                | 2 – 1                                                                 | Norvegia                                                              | Qual. Mondiali 2006                                                   | -                                                                     | 73’                                                                   |
| 17-11-2004                                                            | Messina                                                               | Italia                                                                | 1 – 0                                                                 | Finlandia                                                             | Amichevole                                                            | 1                                                                     | 46’                                                                   |
| Totale                                                                |                                                                       | Presenze                                                              | 10                                                                    |                                                                       | Reti                                                                  | 2                                                                     |                                                                       |

## Palmarès

### Club

#### Competizioni giovanili
- Campionato Giovanissimi: 1

Milan: 1992-1993
- Campionato nazionale Dante Berretti: 1

Casarano: 1996-1997

#### Competizioni nazionali
- Supercoppa italiana: 1

Juventus: 2003
- Supercoppa di Portogallo: 1

Benfica: 2005

### Individuale
- Capocannoniere della Coppa Italia: 1

2002-2003 (5 gol)